# Krasnoslobodsk (Volgogradská oblast)
Krasnoslobodsk (rusky Краснослобо́дск) je město ve Volgogradské oblasti v Ruské federaci. Při sčítání lidu v roce 2010 měl bezmála šestnáct tisíc obyvatel.

## Poloha a doprava
Krasnoslobodsk leží naproti Volgogradu, na levém, východním břehu Volhy. Další blízké město je Volžskij, který se nachází přibližně sedmnáct kilometrů severovýchodně od Krasnoslobodsku.
S Volgogradem je Krasnoslobodsk od roku 2009 spojen silničním Volgogradským mostem.

## Dějiny
Nejstarší zdejší doložené osídlení byla kozácká vesnice, která je poprvé zmíněna v roce 1850 a která se původně jmenovala Bukatin (Букатин) podle jednoho ze svých prvních obyvatel. Moderní dějiny Krasnoslobodsku začínají ale až v 90. letech 19. století, kdy zde vznikají loděnice na opravu říčních lodí plujících po Volze.
V roce 1933 je obec přejmenována na Krasnoslobodsk, což je odvozeno od Krasnaja Sloboda, kde sloboda je typ sídla a Krasnaja znamená rudá, což byla barva komunistů.
Během bitvy u Stalingradu ležel Krasnoslobodsk mimo bojiště a tak zde byly nemocnice pro zraněné vojáky Rudé armády.
V roce 1955 se Krasnoslobodsk stává městem.